# Ворденсвілл (Західна Вірджинія)
Ворденсвілл (англ. Wardensville) — місто (англ. town) в США, в окрузі Гарді штату Західна Вірджинія. Населення — 269 осіб (2020).

## Географія
Ворденсвілл розташований за координатами 39°4′42″ пн. ш. 78°35′26″ зх. д. / 39.07833° пн. ш. 78.59056° зх. д. (39.078211, -78.590642).  За даними Бюро перепису населення США в 2010 році місто мало площу 0,85 км², з яких 0,84 км² — суходіл та 0,01 км² — водойми.

## Демографія
Згідно з переписом 2010 року, у місті мешкала 271 особа в 126 домогосподарствах у складі 67 родин. Густота населення становила 317 осіб/км².  Було 154 помешкання (180/км²).
Расовий склад населення:
| - 96,3 % — білих - 1,8 % — чорних або афроамериканців - 1,1 % — азіатів |

До двох чи більше рас належало 0,0 %. Частка іспаномовних становила 2,2 % від усіх жителів.
За віковим діапазоном населення розподілялося таким чином: 19,2 % — особи молодші 18 років, 63,1 % — особи у віці 18—64 років, 17,7 % — особи у віці 65 років та старші. Медіана віку мешканця становила 45,3 року. На 100 осіб жіночої статі у місті припадало 90,8 чоловіків;  на 100 жінок у віці від 18 років та старших — 92,1 чоловіків також старших 18 років.
Середній дохід на одне домашнє господарство  становив 45 700 доларів США (медіана — 35 000), а середній дохід на одну сім'ю — 70 933 долари (медіана — 64 375). За межею бідності перебувало 14,1 % осіб, у тому числі 0,0 % дітей у віці до 18 років та 14,0 % осіб у віці 65 років та старших.
Цивільне працевлаштоване населення становило 84 особи. Основні галузі зайнятості: виробництво — 21,4 %, освіта, охорона здоров'я та соціальна допомога — 21,4 %, транспорт — 13,1 %, мистецтво, розваги та відпочинок — 13,1 %.